# Sargocentron suborbitale
Sargocentron suborbitale е вид лъчеперка от семейство Holocentridae. Видът не е застрашен от изчезване.

## Разпространение и местообитание
Разпространен е в Гватемала, Еквадор, Колумбия, Коста Рика, Мексико, Никарагуа, Панама, Салвадор и Хондурас.
Обитава крайбрежията и скалистите дъна на морета, заливи и рифове в райони с тропически, умерен и субтропичен климат. Среща се на дълбочина от 0,2 до 2743 m, при температура на водата от 24,5 до 27,7 °C и соленост 32,9 – 35 ‰.

## Описание
На дължина достигат до 25,4 cm.
Популацията на вида е стабилна.